# Samfundet för pedagogisk forskning i Finland
Samfundet för pedagogisk forskning i Finland (finska: Suomen kasvatustieteellinen seura), är ett finländskt pedagogiskt sällskap.
Samfundet för pedagogisk forskning grundades 1967 och har sitt säte i Helsingfors. Samfundet är utgivare av tidskriften Kasvatus och medlemsorganisation i Vetenskapliga samfundens delegation.